# Seahorse
Seahorse és una aplicació front-end de GNOME per a la gestió de Claus PGP i SSH. Seahorse s'integra amb el Nautilus, gedit i Evolution per al xifrat, desxifrat i altres operacions. Té suport de claus HKP i LDAP. El programa es basa en la GNU Privacy Guard (GPG) i es distribueix sota la GNU General Public License.
La responsabilitat del manteniment i el desenvolupament de Seahorse ha canviat de mans diverses vegades durant la seva vida útil.
- Nate Nielsen (0.7.4 - present)
- Jacob Perkins (0.6.x - 0.7.3)
- Jose C. García Sogo (0.5.x)
- Jean Schurger